# Lali González
Lali González, właściwie Graciela Belén González Mendoza (ur. 27 grudnia 1986 w Asunción) – paragwajska aktorka filmowa i teatralna oraz producentka, pierwsza Paragwajka w serwisie Netflix. Popularność zdobyła dzięki roli Liz w paragwajskim filmie 7 skrzynek (hiszp. 7 cajas).

## Życiorys

### Edukacja
Lali ukończyła szkołę teatralną El Estudio w 2010 roku. Jest również absolwentką studiów prawniczych na Universidad Católica „Nuestra Señora de la Asunción”.

### Kariera aktorska

#### Telewizja
Jej pierwszy występ w telewizji miał miejsce w 2010 roku, gdy zagrała główną rolę w drugim sezonie serialu La Herencia de Caín, wyreżyserowanego przez paragwajskiego reżysera filmowego i teatralnego Agustína Núñeza.
W 2021 roku zagrała w drugim serialu – El Regreso De Las Sombras sieci Telefuturo.

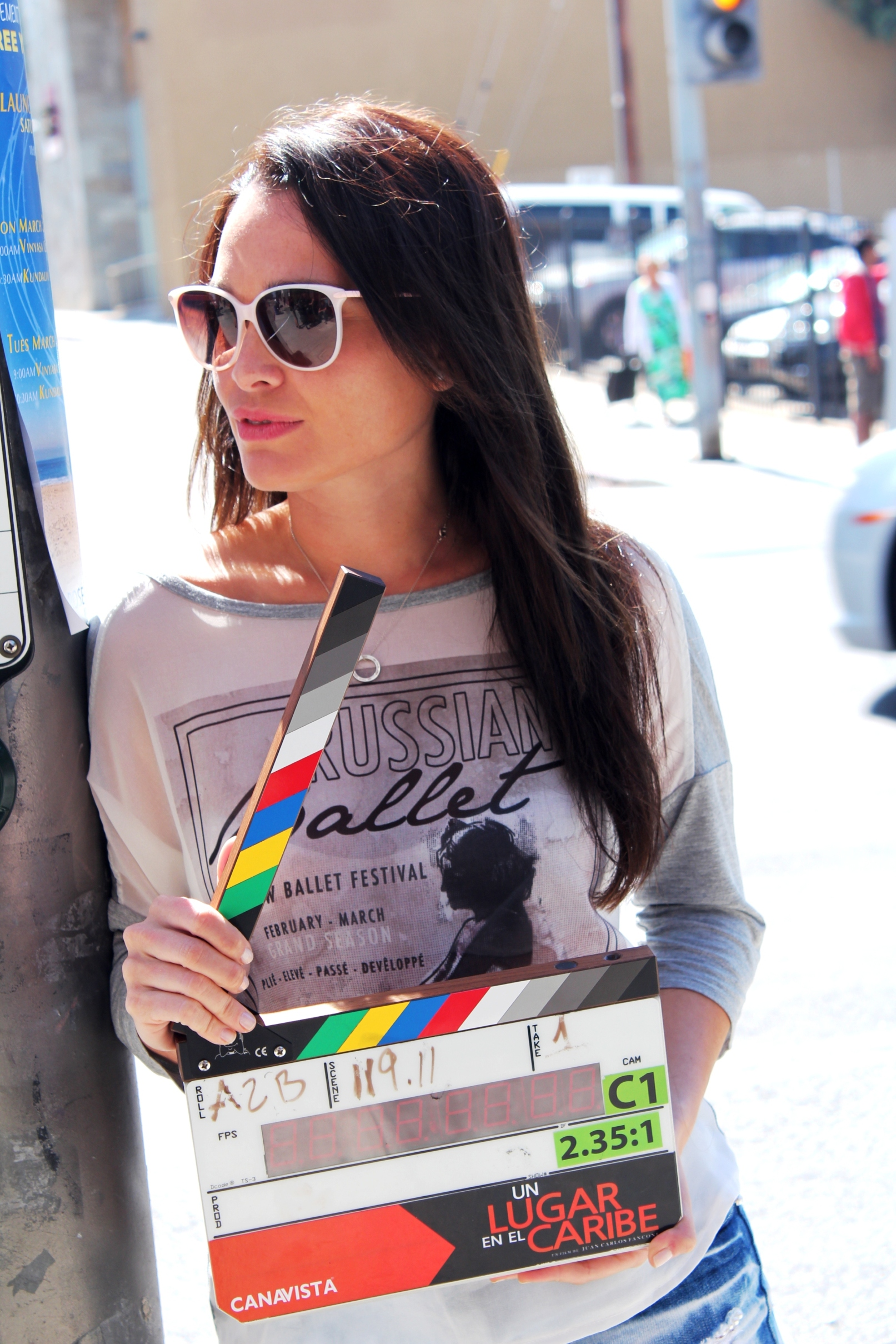
Lali González na planie filmu Miejsce na Karaibach (2015)

#### Film
Lali gra w filmach od 2010 roku, kiedy zagrała w krótkometrażowym filmie Hoy no puedo, tengo un entierro, również w reżyserii Agustína Núñeza.
W 2012 roku zagrała Liz w paragwajskim filmie 7 skrzynek (hiszp. 7 cajas), który został nominowany w 27. edycji hiszpańskiej gali Goya Awards w kategorii „Najlepszy zagraniczny film hiszpańskojęzyczny”. Dostał on również nagrody na wielu festiwalach filmowych (w tym na Skip City International D-Cinema Festival, Santa Barbara International Film Festival, Międzynarodowym Festiwalu Filmowym w San Sebastián, Palm Springs International Film Festival, Miami International Film Festival, Lima Latin American Film Festival, czy Argentine Film Critics Association Awards).
W 2013 roku zagrała Irmę w paragwajsko-argentyńskim filmie Lectura según Justino, w reżyserii Arnaldo André. Grała w nim wraz ze znanymi argentyńskimi aktorami Mikiem Amigorena i Julietą Cardinali.
W ciągu następnych dwóch lat zagrała w kolejnych trzech filmach: argentyńskich El hijo buscado oraz Luna de cigarras, a także paragwajskim Mangoré.
W 2016 roku wystąpiła w filmie El jugador, gdzie grała u boku Pabla Rago i Alejandra Awady. Dzięki temu Lali stała się pierwszą paragwajską aktorką, która pojawiła się na platformie Netflix. Sama oceniła tę rolę jako jedną z najtrudniejszych w jej karierze.
W swojej karierze zagrała również w paragwajskim filmie La Redención (2018) w reżyserii Hériba Godoya. Jest to film drogi, który łączy historię ze scenami wojennymi z wojny o Chaco. Lali gra w nim Marlene – młodą kobietę, która wyrusza ze swoim dziadkiem (Juan Carlos Notari) w podróż, by odkryć jego wspomnienia z bitew tego konfliktu zbrojnego.
W latach 2018–2021 zagrała łącznie w 4 filmach: w La Redención (2018), Gracias Gauchito (2018), Los Que Vuelven (2019) oraz Charlotte (2021).

#### Teatr
W teatrze Lali występuje jako aktorka teatralna, a także producentka udanych sztuk, takich jak Recién casados (2013), Rostros sagrados (2013–2014, 2016) czy Verídicas (2017).

### Działalność pozaaktorska
Lali González od 2013 roku jest oficjalną ambasadorką paragwajskiej sekcji Stowarzyszenia SOS Wioski Dziecięce.

## Filmografia

### Filmy
| Rok  | Tytuł                                                  | Państwo              | Rola              | Reżyseria                            |
| ---- | ------------------------------------------------------ | -------------------- | ----------------- | ------------------------------------ |
| 2010 | Hoy no puedo, tengo un entierro (film krótkometrażowy) | Paragwaj             | rola drugoplanowa | Agustín Núñez                        |
| 2012 | 7 skrzynek (hiszp. 7 cajas)                            | Paragwaj             | Liz               | Juan Carlos Maneglia, Tana Schémbori |
| 2013 | Lectura según Justino                                  | Paragwaj · Argentyna | Irma              | Arnaldo André                        |
| 2014 | El hijo buscado                                        | Argentyna            | Cristiana         | Daniel Gagliano                      |
| 2014 | Luna de cigarras                                       | Argentyna            | Mabel             | Jorge Diaz de Bedoya                 |
| 2015 | Mangoré                                                | Paragwaj             | Isabel            | Luis R. Vera                         |
| 2016 | El jugador                                             | Argentyna            | Paulina Palma     | Dan Gueller                          |
| 2016 | Estrategia de una venganza                             | Kolumbia             | La Pequena la     | Carlos Varela                        |
| 2017 | Miejsce na Karaibach (hiszp. Un lugar en el Caribe)    | Honduras             | Sofía             | Juan Carlos Fanconi                  |
| 2018 | La Redención                                           | Paragwaj             | Marlene           | Hérib Godoy                          |
| 2018 | Gracias Gauchito                                       | Argentyna            | Dolores           | Cristian Jure                        |
| 2019 | Los Que Vuelven                                        | Argentyna            | Kerana            | Laura Casabé                         |
| 2021 | Charlotte                                              | Argentyna            | Ana               | Simón Franco                         |

### Seriale telewizyjne
| Lata    | Tytuł                     | Państwo  | Reżyseria          |
| ------- | ------------------------- | -------- | ------------------ |
| 2010    | La herencia de Caín       | Paragwaj | Agustín Núñez      |
| od 2021 | El Regreso De Las Sombras | Paragwaj | Michael Kovich Jr. |

### Przedstawienia teatralne
| Rok       | Tytuł                                     |
| --------- | ----------------------------------------- |
| 2007 2008 | Justo Balbuena juez                       |
| 2008      | Entre los infinitos puntos de un segmento |
| 2009      | Ladrillos                                 |
| 2010      | La llaga                                  |
| 2011      | El solterón                               |
| 2011      | La parada                                 |
| 2012      | La única rubia soy yo                     |
| 2013      | La joda es bella                          |
| 2013      | Recién casados                            |
| 2013      | Rostros sagrados                          |
| 2014      | Rostros sagrados, festival de maldad      |
| 2014      | Toc toc                                   |
| 2015      | Las viudas                                |
| 2016      | Miss rostros sagrados                     |
| 2017      | Verídicas                                 |

### Programy telewizyjne
| Rok  | Tytuł                                              | Państwo  | Rola       |
| ---- | -------------------------------------------------- | -------- | ---------- |
| 2016 | Escape perfecto (polski odpowiednik: Łowcy nagród) | Paragwaj | Prowadząca |
| 2017 | Mucho Gusto Paraguay                               | Paragwaj | Prowadząca |